# 簡啟賢
簡啟賢（1949年6月—），重慶人。中华人民共和国音韵学家。

## 生平
1965年-1978年鐵道部大桥工程局五处混凝土工。1978年-1986年，担任铁道部大桥工程局五处子弟学校教师。1986年-1989年，於四川大學中文系，攻讀汉语史碩士，師從赵振铎。1989年-2009年，任教於云南教育学院、雲南師範大學。現於雲南師範大學從事教學研究，教授音韻學、文字学、古代汉语、对外汉语等課程。

## 著作目錄

### 書籍
《<字林>音注研究》，巴蜀書社，2003年，ISBN 9787806594216
《音韻學教程》，巴蜀書社，2005年，ISBN 9787806597538